# Mesonauta festivus
Mesonauta festivus, vrsta melene slatkovodne ribe iz porodice ciklida (Cichlidae), red Perciformes. Živi u bazenima velikin južnoameričkih rijeka Amazona, Paraná, Guaporé, Madre de Dios, Paraguay, Jamari i Tapajós. Klasificirao ju je Heckel, (1840), portugalski naziv zanju je Acará bandeira a engleski Flag cichlid. Sinonimi su joj Mesonauta festiva (Heckel, 1840) i Mesonauta festivum (Heckel, 1840).
Bentopečagička. Naraste do 8.2 cm dužine u prirodi. prema akvaristima, u akvariju naraste do 17 cm. Hrana joj se temelji na biljnoj bazi, ali će mannju ribu, kao što su neonke, pojest.